# Анна-Марі Слотер
Анна-Марі Слотер  (англ. Anne-Marie Slaughter, нар. 27 вересня 1958)  – американський міжнародний юрист, аналітик із зовнішньої політики, політолог і громадський коментатор. Є першою жінкою в історії США, яка зайняла пост голови з політичного планування Держдепартаменту. Член Американського товариства міжнародного права, Американської асоціації адвокатів, Американської академії мистецтв і наук та Всесвітнього фонду миру.
У 2015 році написала книгу «Між двох вогнів. Чому ми досі обираємо між роботою та сім'єю», що стала світовим бестселером, в тому числі в Україні. Видання перекладено та опубліковано видавництвом «Наш Формат» у 2018 році.

## Біографія
Анна-Марі народилася в Шарлоттсвіллі, штат Вірджинія. Її мати, Деніз Лімбош, має бельгійське коріння, батько Едвард Ратліф Слотер-молодший - американський юрист. Її дідом по батьківській лінії був Едвард Слотер, футболіст, спортивний тренер та професор з фізичного виховання.
Слотер закінчила Школу Святої Анни-Белфілд в Шарлоттсвіллі в 1976 році. Диплом бакалавра отримала в 1980 році (Принстонський університет). Під керівництвом Річарда Уллмана мала стипендію імені Даніеля М. Сакса, одну з найвищих нагород Принстона, яка передбачає два роки навчання у Вустерському коледжі в Оксфорді. Після закінчення Оксфордського університету, вчилася в Гарвардській юридичній школі, де отримала докторський ступінь з відзнакою (1985).
Далі продовжила навчання в Гарварді як науковий співробітник свого академічного наставника, міжнародного юриста Абрама Чайеса. У 1992 році стала доктором наук з міжнародних відносин. [Архівовано 3 березня 2016 у Wayback Machine.]
Протягом 1994-2002 рр. була професором з міжнародного права ім. Дж. Сінклера Армстронга в Гарвардській школі.
У 2002-2009 рр. - була деканом Школи державного та міжнародного права імені Вудро Вільсона в Прінстоні.
З 2009 по 2011 рік - працювала директором із планування політики в Державному департаменті США.
Наразі є членом Американської академії наук і мистецтв. Окрім цього одним із редакторів «Financial Times», веде колонку для «Project Syndicate», «The Atlantic». Коментує та публікує новини щодо зовнішньої політики у Твіттері, де за її сторінкою стежать понад 140 тисяч користувачів мережі.
Одружена з професором Принстонського університету Ендрю Моравчиком, має двох синів.

### Освіта та викладацька діяльність
Отримала вчену ступінь «бакалавр» у Принстонському університеті (1980), «магістр» у Вустерському коледжі в Оксфорді (1982). Є доктором  з права (Гарвардський юридичний факультет, 1985) та доктором філософії міжнародних відносин (Оксфорд, 1992).
Під час своєї академічної кар'єри Слотер викладала у Принстонському, Чиказькому та Гарвардському університетах. З 2002 по 2009 роки була деканом Школи публічних і міжнародних справ Вудро Вілсона при Прінстонському університеті та професором університету Берта Г. Керстетера. Є автором низки книг та наукових статей на тему гендерної рівності в 21 столітті.

### Нагороди
Серед відзнак Анни-Марі Слотер є нагорода школи Вудро Вільсона; премія Р. Ван де Вільде (1979); Медаль з права Томаса Джефферсона в Університеті Вірджинії та Фонду Томаса Джефферсона (2007); відзнака Державного секретаріату США (2011); Премія Луї Б. Сона за міжнародне публічне право Американської асоціації адвокатів (2012).
Журнал «Foreign Policy» включив її до щорічного списку 100 кращих мислителів світу в 2009, 2010, 2011 та 2012 роках.

## Переклад українською
- Анна-Марі Слотер. Між двох вогнів. Чому ми досі обираємо між роботою та сім'єю / пер. Вікторія Рудич. - К.: Наш Формат, 2018. - с. 324. - ISBN 978-617-7513-93-2.